# Bolke de Beer
Bolke de Beer is een fictieve beer uit de gelijknamige kinderboekenserie en werd bedacht door A.D. Hildebrand in 1935.
De serie gaat over een uit het circus ontsnapte bruine beer die met zijn vrienden van alles en nog wat beleeft in het bos in de buurt van Apeldoorn waar hij woont.
Bolke maakt in het bos kennis met de hazenfamilie Buizer, de vos Vlens, de egel Drubbiebuu, de kippige oude mol en het hertje Rosientje. 
Bolke heeft een zusje, Olke, dat ook uit het circus bevrijd wordt.
Later, in deel twee 'De Zoon van Bolke', verhuist Bolke met zijn zusje naar het Harzgebergte bij Goslar in Midden-Duitsland, omdat de bossen bij Apeldoorn te druk en te gevaarlijk voor hen worden.

## Perspectief
Het eerste boek is verhaald vanuit de derde persoon, terwijl vanaf het tweede boek de schrijver Hildebrand als ik-figuur in het boek voorkomt.

## De boeken
De serie boeken over Bolke de Beer bestaat uit:
- Bolke de Beer, 1935
- De zoon van Bolke de Beer, 1936
- Nieuwe avonturen van Bolke de Beer, 1937
- De avontuurlijke reis van Bolke's zoon met Dorus Das,1939
- Bolke's zoon en Dorus Das naar Nederland, 1940
- Het grote besluit van Bolke de Beer, 1941
- Dorus Das op de Veluwe, 1949
- Dorus Das en Bolke's zoon in de bergen, 1950
- Bolke de oudste beer ter wereld, 1950
- Bolke de Beer naar Amerika, 1951

## De televisieserie
In 1976-1977 werd Bolke de Beer verfilmd voor de televisie. De poppenserie werd geschreven door Renée van Utteren (Renée van Hensbergen) en geproduceerd door Loek de Levita, namens Chanowski Productions. De eerste aflevering was op 25 september 1976 bij de NCRV. De stemmen waren van Rob van de Meeberg, Hellen Huisman en Robert Paul. Deze televisieserie werd af en toe herhaald in de schoolvakanties. Hier zijn fotoboeken van gemaakt, met korte verhalen. Ze werden uitgegeven door Van Goor Zonen Den Haag, uitgegeven in 1976

## Tweede serie boeken
In de jaren 80 schreef Ton Hasebos een serie boekjes naar het originele idee van Bolke de Beer (met tekeningen van Fred de Heij). 
- Bolke maakt een luchtreis
- Bolke bouwt een boot
- De zwemles
- Het spoor in de sneeuw
- De ziekenhut in het bos
- In de caravan
- Bolke gaat logeren
- Honing te koop
- De stoere redder
- Weg uit het circus
- Het hondje zonder baasje
- Bolke is jarig
- Wat een dag (speciaal vervaardigd voor Olvarit - Nutricia)